# Signe de Tanit

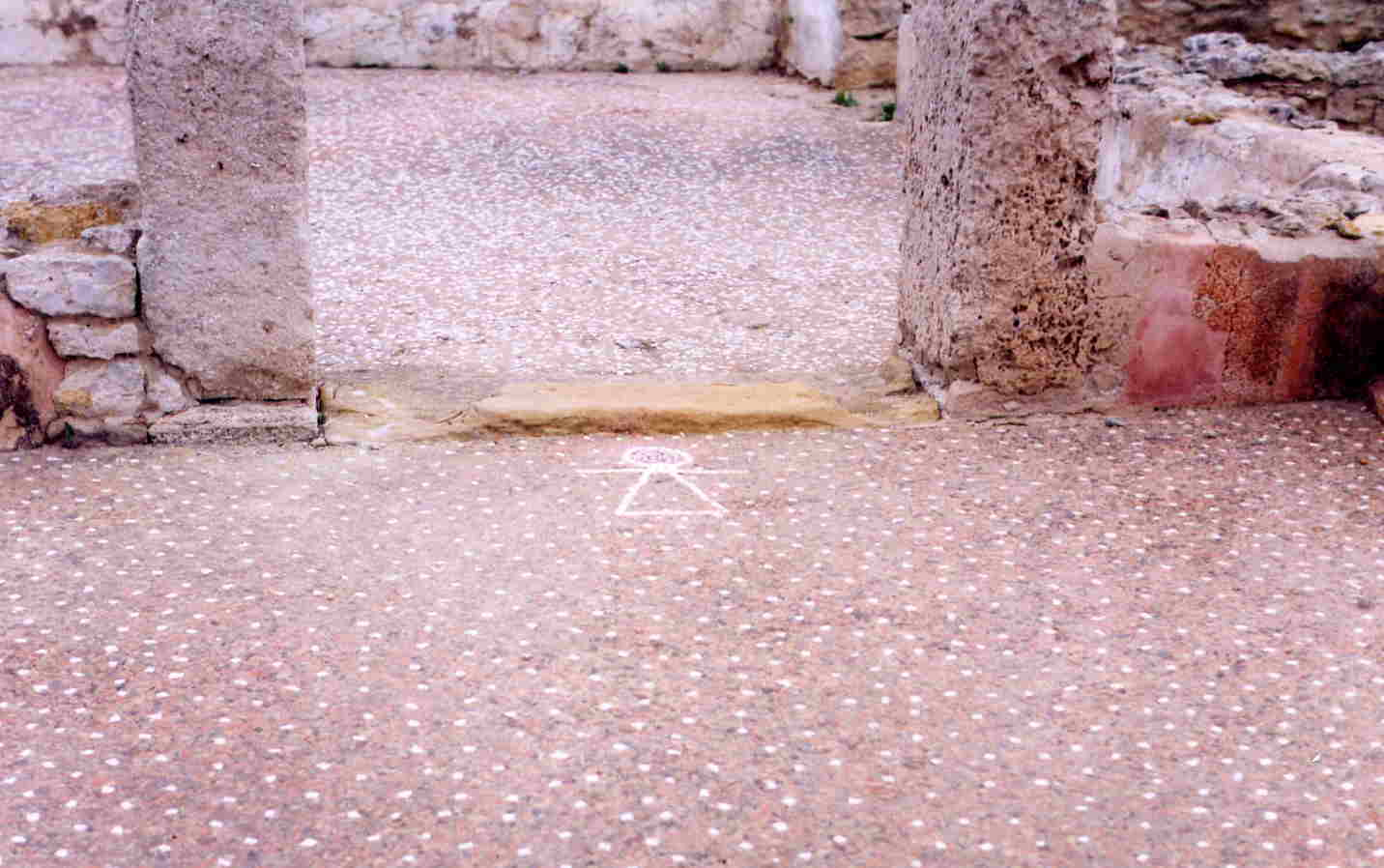
Representació del signe de Tanit a Kerkouane

El signe de Tanit és un símbol antropomorf present en nombroses restes arqueològiques d'origen púnic. El símbol ha estat objecte de diverses representacions, en les quals es desvetllen algunes constants: un triangle, una forma lineal, de vegades els dos braços alçats i un disc en la part superior.
Les primeres representacions del signe van ser descobertes sobre una estela a Cartago a partir de principis del segle xix. Les excavacions arqueològiques han descobert representacions en altres mitjans com mosaics o també ceràmiques.
Les excavacions dels tofets de Cartago, de Sussa i de Motia han posat en relleu la difusió particularment important del símbol en la conca occidental del mar Mediterrani, encara que els pocs descobriments sobre les terres fenícies primitives possiblement són deguts a una ocupació contínua dels llocs que fan més difícils les cerques.
El símbol anomenat signe de Tanit s'ha relacionat amb la dea del mateix nom, consort de Baal Hammon en el panteó púnic dels primers descobriments. A causa de la proximitat del signe amb la creu ansada egípcia (ankh), la relació de la Cartago púnica amb civilització faraònica pot corroborar aquest origen.
Va ser vist com una representació de la connexió del món terrestre amb el món celestial, les dues branques aixecades que són dos braços aixecats en signe d'oració. El signe ha estat també interpretat amb una finalitat apotropaica, ja que els púnics estaven desitjosos de protegir-se del mal d'ull.

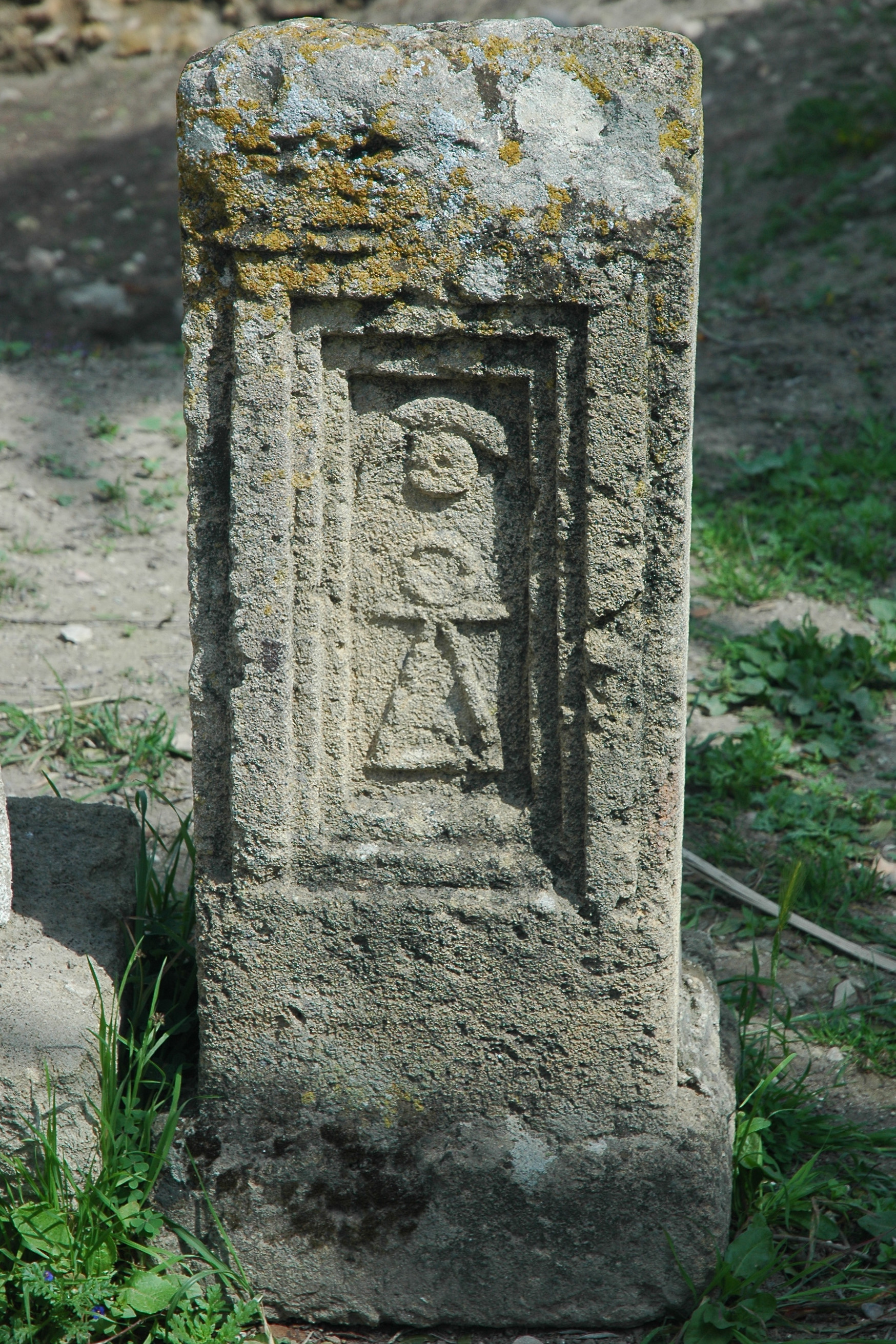
Estela del tofet de Cartago
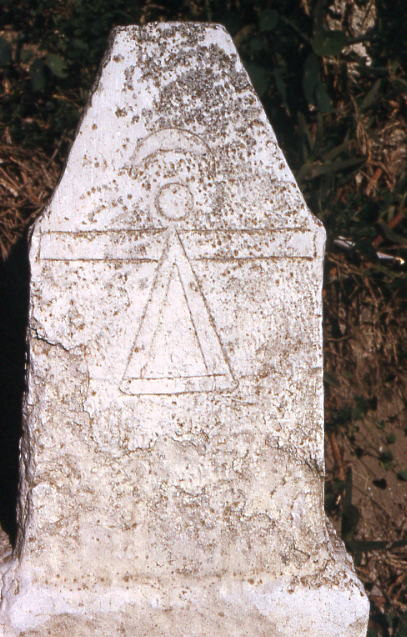
Estela del tofet de Cartago
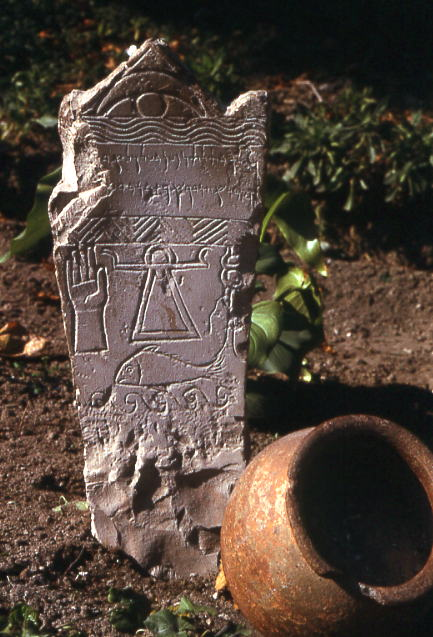
Estela del tofet de Cartago
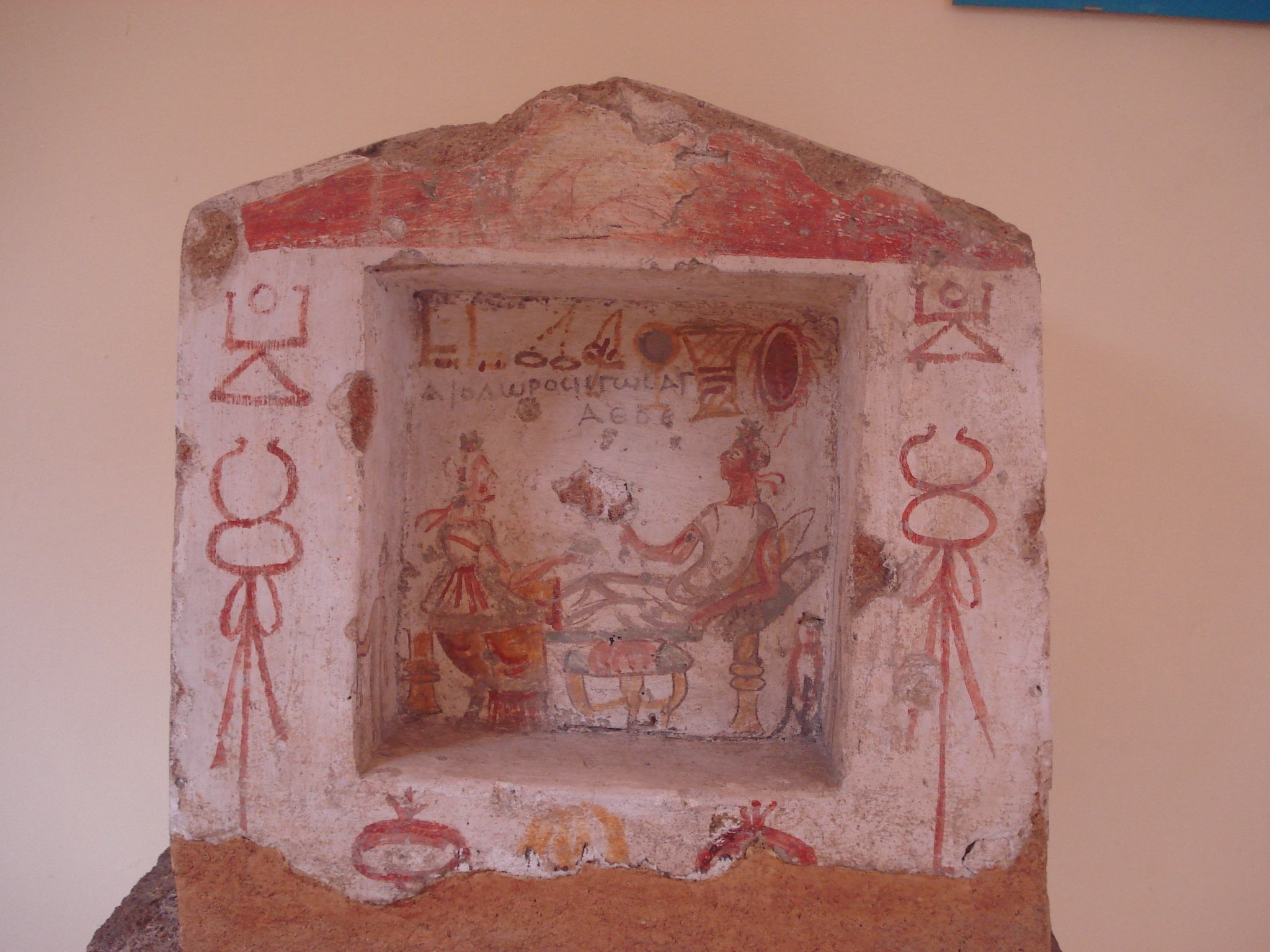
Edicle funerari grecopúnic de Marsala, amb signe de Tanit pintat